# Антонович, Иван Иосифович
Иван Иосифович Антонович (18 августа 1909 года, Владикавказ — 25 июня 1994 года, Москва) — советский альпинист, заслуженный мастер спорта СССР (1985), заслуженный тренер СССР (1965), главный судья Чемпионатов СССР с 1955 по 1973 гг., председатель Скального Комитета.

## Биография
Родился во Владикавказе в семье офицера русской армии.

Специальность: преподаватель физкультуры.

Иван Иосифович наиболее известен как основоположник скалолазания — как самостоятельного вида спорта.
- 1924 — начал занятия альпинизмом.
- 1928 — окончил Художественную школу во Владикавказе.
- 1929 — в двойке с А. Золотарёвым совершил первопрохождение на Казбек (5047 м.)зимой.
- 1934 — тоже вдвоём: первовосхождение на Чанчахи (Кавказ).
  - Всего: 16 первовосхождений.
- 27 февраля 1941 — мастер спорта СССР.

Участник Великой Отечественной войны, в 1941—1944 гг. воевал в разведке. Демобилизован в 1944 г. по ранению.
Летом 1947 года на скалах Домбая (Западный Кавказ) начальник учебной части альпинистского лагеря «Молния» Иван Иосифович Антонович провёл первые в мире официальные соревнования по скалолазанию с программой, положением, правилами и призами; соревнования были посвящены 30-летию СССР.
Скончался 25 июня 1994 года в военном госпитале; похоронен на кладбище «Ракитки» (Москва).

## Награды
- Орден Отечественной войны 2 степени (06.11.1985)[1].
  - Медали[какие?].
- 1965 — Заслуженный тренер СССР.
- 1985 — Заслуженный мастер спорта СССР.